# Uncieburia rogersi
Uncieburia rogersi är en skalbaggsart som först beskrevs av Bates 1870.  Uncieburia rogersi ingår i släktet Uncieburia och familjen långhorningar.
Artens utbredningsområde är Paraguay. Inga underarter finns listade i Catalogue of Life.